# Aldo Bufi Landi
Aldo Bufi Landi (Napoli, 7 aprile 1923 – Napoli, 2 febbraio 2016) è stato un attore italiano.

## Biografia
Figlio del giornalista Amedeo Bufi, rimasto orfano di padre a 7 anni, partì da Napoli con la madre prima del secondo conflitto per rientrare dopo l'8 settembre 1943 nel capoluogo campano.
Entrò ventenne nella Compagnia del Teatro Umoristico "I De Filippo" dove recitò in Cupido scherza e spazza, esordendo al Teatro Kursaal. A seguito della separazione tra Peppino e Eduardo, rimase con quest'ultimo e, dal 1945 al 1950, lavorò in Napoli milionaria!, Filumena Marturano, Questi fantasmi! e Le voci di dentro.
Accettò una proposta di lavoro di Peppino e rimase con lui dal 1951 al 1953, periodo in cui consolidò la sua fama e vide apprezzata la propria bravura, affiancando tutti i più grandi attori della scena partenopea. Portò sul palcoscenico, fra i tanti, testi di Raffaele Viviani ed Eduardo Scarpetta (Il medico dei pazzi, 1996), ma si misurò con altri autori fra i quali Giovanni Verga, Luigi Pirandello, Federico García Lorca, Eugene O'Neill (Il lutto si addice ad Elettra, 1988), William Shakespeare (La bisbetica domata, 1989), Carlo Goldoni (La vedova scaltra, 1991).
Di bell'aspetto, ebbe anche un'interessante carriera cinematografica, esordendo sul set nel 1947 con il film Malaspina, diretto dal regista Armando Fizzarotti. Dopo essere stato protagonista in svariati film diffusi prevalentemente nei circuiti cinematografici del sud, accettò di lavorare anche in grandi produzioni nazionali, pur in parti minori. Lavorò quindi con Totò in 47 morto che parla (1950) di Carlo Ludovico Bragaglia, con Amedeo Nazzari ne Il brigante di Tacca del Lupo (1952) di Pietro Germi, con Paolo Stoppa in Carosello napoletano (1954), con Alberto Sordi in I magliari (1959), in cui interpretò un personaggio abile nel ballo, soprannominato Rodolfo Valentino, e con Vittorio Gassman ne Il mattatore (1960). Prese anche parte al giallo 4 mosche di velluto grigio (1971) di Dario Argento.
Interpretò infine numerosi sceneggiati Rai fra i quali Luisa Sanfelice (1966) di Leonardo Cortese e Storie della camorra (1978), diretto da Paolo Gazzara.
Sposato con l'attrice Clara Bindi, morì il 2 febbraio 2016.

## Filmografia

Da sinistra, in primo piano: Guido Celano, Aldo Bufi Landi e Guido Alberti ne Il processo Cuocolo (1969)

### Cinema
- Malaspina, regia di Armando Fizzarotti (1947)
- Assunta Spina, regia di Mario Mattoli  (1948)
- Il bacio di una morta, regia di Guido Brignone (1949)
- Signorinella, regia di Mario Mattoli (1949)
- La figlia della Madonna, regia di Roberto Bianchi Montero (1949)
- 47 morto che parla, regia di Carlo Ludovico Bragaglia (1950)
- Il padrone del vapore, regia di Mario Mattoli (1951)
- Luna rossa, regia di Armando Fizzarotti (1951)
- Il brigante di Tacca del Lupo, regia di Pietro Germi (1952)
- Perdonami!, regia di Mario Costa (1953)
- Ti ho sempre amato!, regia di Mario Costa (1953)
- Giuseppe Verdi, regia di Raffaello Matarazzo (1953)
- La grande avventura, regia di Mario Pisu (1954)
- Divisione Folgore, regia di Duilio Coletti (1954)
- La rivale, regia di Anton Giulio Majano (1955)
- La rossa, regia di Luigi Capuano (1955)
- Il nostro campione, regia di Vittorio Duse (1955)
- Bella non piangere, regia di David Carbonari (1955)
- Malafemmena, regia di Armando Fizzarotti (1957)
- La sposa, regia di Natale Montillo (1958)
- I magliari, regia di Francesco Rosi (1959)
- Il terribile Teodoro, regia di Roberto Bianchi Montero (1959)
- Il corazziere, regia di Camillo Mastrocinque (1960)
- Il mattatore, regia di Dino Risi (1960)
- Caccia all'uomo, regia di Riccardo Freda (1961)
- Maciste nella terra dei ciclopi, regia di Antonio Leonviola (1961)
- Gli incensurati, regia di Francesco Giaculli (1961)
- L'ultimo dei Vikinghi, regia di Giacomo Gentilomo (1961)
- Il dominatore dei 7 mari, regia di Rudolph Maté e Primo Zeglio (1962)
- Senilità, regia di Mauro Bolognini (1962)
- Il commissario, regia di Luigi Comencini (1962)
- Marte, dio della guerra, regia di Marcello Baldi (1962)
- Odio mortale regia di Franco Montemurro (1962)
- Divorzio alla siciliana, regia di Enzo Di Gianni (1963)
- L'invincibile cavaliere mascherato, regia di Umberto Lenzi (1963)
- Sansone contro i pirati, regia di Tanio Boccia (1963)
- Zorro contro Maciste, regia di Umberto Lenzi (1963)
- Coriolano, eroe senza patria, regia di Giorgio Ferroni (1964)
- Sandokan contro il leopardo di Sarawak, regia di Luigi Capuano (1964)
- L'ultima carica, regia di Leopoldo Savona (1964)
- Erik il vichingo, regia di Mario Caiano (1965)
- La donnaccia, regia di Silvio Siano (1965)
- Agente segreto 777 - Operazione Mistero, regia di Enrico Bomba (1965)
- I misteri della giungla nera, regia di Luigi Capuano (1965)
- L'avventuriero della Tortuga, regia di Luigi Capuano (1965)
- Made in Italy, regia di Nanni Loy (1965)
- Giorno caldo al Paradiso Show, regia di Enzo Di Gianni (1966)
- Mondo pazzo... gente matta!, regia di Renato Polselli (1966)
- L'invincibile Superman, regia di Paolo Bianchini (1967)
- L'assalto al centro nucleare, regia di Mario Caiano (1967)
- Ballata da un miliardo, regia di Gianni Puccini (1967)
- Caccia ai violenti, regia di Nino Scolaro (1968)
- Un corpo caldo per l'inferno, regia di Franco Montemurro (1968)
- Colpo grosso alla napoletana (The Biggest Bundle of Them All), regia di Ken Annakin (1968)
- Zorro il dominatore, regia di José Luis Merino (1969)
- Il processo Cuocolo, regia di Gianni Serra (1969)
- Quintana, regia di Vincenzo Musolino (1969)
- Un caso di coscienza, regia di Giovanni Grimaldi (1969)
- Puro siccome un angelo papà mi fece monaco... di Monza, regia di Giovanni Grimaldi (1969)
- Il colpo era perfetto, ma... (Midas Run), regia di Alf Kjellin (1969)
- La lunga notte dei disertori, regia di Mario Siciliano (1970)
- Ma chi t'ha dato la patente?, regia di Nando Cicero (1970)
- 4 mosche di velluto grigio, regia di Dario Argento (1971)
- Byleth, regia di Leopoldo Savona (1971)
- Decameroticus, regia di Pier Giorgio Ferretti (1972)
- Si può fare molto con 7 donne, regia di Fabio Piccioni (1972)
- Novelle galeotte d'amore, regia di Antonio Margheriti (1972)
- Sgarro alla camorra, regia di Ettore Maria Fizzarotti (1973)
- Quando i califfi avevano le corna, regia di Amasi Damiani (1973)
- Superuomini, superdonne, superbotte, regia di Alfonso Brescia (1974)
- Morbosità, regia di Luigi Russo (1974)
- Commissariato di notturna, regia di Guido Leoni (1974)
- Il balordo, regia di Pino Passalacqua (1978)
- Napoli una storia d'amore e di vendetta, regia di Mario Bianchi (1979)
- Eroina, regia di Massimo Pirri (1983)
- L'ultima scena, regia di Nino Russo (1988)
- Giro di lune tra terra e mare, regia di Giuseppe M. Gaudino (1997)
- La volpe a tre zampe, regia di Sandro Dionisio (2002)
- Torno a vivere da solo, regia di Jerry Calà (2008)
- Il principe abusivo, regia di Alessandro Siani (2013)

### Televisione
- Le spie (I Spy) – serie TV, episodio 2x03 (1966)
- Stasera Fernandel - serie TV, episodio 1x04 (1969)
- Storie della camorra - miniserie TV, regia di Paolo Gazzara (1978)
- Il fascino dell'insolito - serie TV, episodio 1x05 (1980)
- Nemici per la pelle - serie TV (1980)

## Doppiatori
- Giuseppe Rinaldi in La figlia della Madonna, Perdonami!, Divisione Folgore, L'ultimo dei Vikinghi, La lunga notte dei disertori
- Renato Turi in Giuseppe Verdi, Malafemmena, Il trionfo di Maciste, Si può fare molto con 7 donne
- Sergio Tedesco in Coriolano eroe senza patria, Sandokan contro il leopardo di Sarawak, L'avventuriero della Tortuga
- Emilio Cigoli in Luna rossa, Bella non piangere
- Stefano Sibaldi in Il nostro campione, Superuomini, superdonne, superbotte
- Pino Locchi in Maciste nella terra dei ciclopi, L'invincibile cavaliere mascherato
- Cesare Barbetti in I misteri della giungla nera, 4 mosche di velluto grigio
- Giulio Panicali in Il bacio di una morta
- Franco Ricci in La rossa (canto)
- Renzo Palmer in Il corazziere
- Aldo Giuffré in Il mattatore
- Riccardo Cucciolla in Odio mortale
- Riccardo Mantoni in Zorro contro Maciste
- Paolo Ferrari in Erik il vichingo
- Oreste Lionello in L'assalto al centro nucleare
- Ferruccio Amendola in Un corpo caldo per l'inferno
- Gianni Marzocchi in Colpo grosso alla napoletana
- Mimmo Palmara in Zorro il dominatore

## Prosa televisiva RAI
- 'O presidente, regia di Nino Taranto, trasmessa il 20 aprile 1956.
- Il serpente a sonagli, regia di Anton Giulio Majano, trasmessa il 19 ottobre 1956.
- Luisa Sanfelice, regia di Leonardo Cortese, sceneggiato di sette puntate trasmesso dal 15 maggio al 26 giugno 1969.
- L'eredità della priora, regia di Anton Giulio Majano, sceneggiato di sette puntate trasmesso dal 2 marzo al 13 aprile 1980.

## Prosa teatrale
- Il medico dei pazzi di Eduardo Scarpetta, regia di Aldo Giuffré, dal 1996 al 1998.